# Los hijos de Fierro
 Los hijos de Fierro es una película de Argentina filmada en blanco y negro dirigida por Fernando Solanas sobre su propio guion según el poema El Gaucho Martín Fierro de José Hernández que se estrenó el 12 de abril de 1984 y que tuvo como actores principales a Julio Troxler, Juan Carlos Gené, Arturo Maly y Jorge de la Riestra. La película fue exhibida en Hungría el 3 de enero de 1980. El director de fotografía fue el futuro director de cine Juan Carlos Desanzo. El film fue concebido por Solanas entre 1971-72 y se comenzó a rodar en 1972

## Sinopsis
Visión peronista de su historia entre la caída en 1955 y el triunfo electoral de 1973 usando una metáfora del poema El Gaucho Martín Fierro.

## Reparto
Intervinieron en el filme los siguientes intérpretes:
- Julio Troxler …El hijo mayor
- Martiniano Martínez …Picardía
- Antonio ameijeiras …El hijo menor
- Juan Carlos Gené …El Negro
- Arturo Maly … Cruz
- Mary Tapia … Alma
- Jorge de la Riestra … Vizcacha
- Aldo Barbero …Voz en off del relator
- Fernando Vegal …Voz en off de Martín Fierro
- Dalmiro Sáenz …Voz en off
- Enrique González Bergez
- Paulino Andrada
- Washington Denegri Gómez ...Extra
- Antonio Ameijeiras
- César Marcos	...	Pardal
- Sebastián Villalba …Angelito
- Oscar Matarrese …El Comandante
- Herminia Martínez …Teresa
- Lidia Masaferro …Elvira
- Guadalupe Aparicio
- Hubert Copello
- Rubén de Leiva
- Juan Carlos Desanzo
- Raúl Lagomarsino
- José Vera
- Julio Vera
- Lidio Vera

## Comentarios
La Nación opinó:

«Solanas ha introducido aquí elementos del neorrealismo, utilizando de paso intérpetes profesionales mezclados con otros más bisoños. Esto ha permitido una solidez mayor que… su película anterior…El enfoque es simple: hay identificación de Martín Fierro con Perón y los hijos del título son sus partidarios más radicalizados. El film termina con la vuelta de aquél.»

Clarín dijo:

«Lo político con valor estético…cine ideológico por excelencia….una realización para nada obviable como hecho estético…por su narrativa atípica.»

César Magrini en El Cronista Comercial dijo:

«Esta paráfrasis del ‘’Martín Fierro’’ (el contacto con la obra de Hernández es esporádico, pero sus alternativas han sido utilizadas con gran astucia en el guion) no es otra cosa que la apología del peronismo, sobre todo …a sus corrientes de izquierda más avanzada.»

Manrupe y Portela escriben:

«Comenzada a filmar en 1972 y concluida en 1975, la censura demoró su estreno por razones políticas y recién se estrenó nueve años después cuando su mensaje original había perdido el significado inicial (el retorno del peronismo. Con lenguaje ligado a la cultura popular, visualmente impactante, es el último estreno del Grupo de Cine Liberación.»